# Rin Nakai
Rin Nakai (født 22. oktober 1986) er en kvindelig japansk kampsportudøver. Hun har deltaget i UFC, Pancrase, Smack Girl og Valkyrie, og startede sin mixed martial arts karriere i 2006.